# Moonlight Shadow
"Moonlight Shadow" é uma canção pop escrita pelo multi-instrumentista inglês Mike Oldfield e lançada como um single em maio de 1983 e incluída no álbum Crises no mesmo ano. Foi interpretada pela vocalista escocêsa Maggie Reilly, que se juntou a Mike Oldfield em 1980. Juntamente com Tubular Bells, é o tema de maior sucesso de Mike.

## Desempenho nas paradas
| Parada (1983)                           | Melhor posição |
| --------------------------------------- | -------------- |
| Norwegian Singles Chart                 | 1              |
| Federazione Industria Musicale Italiana | 1              |
| Sverigetopplistan                       | 1              |
| Dutch Singles Chart                     | 2              |
| Billboard European Hot 100              | 1              |
| Swiss Music Charts                      | 1              |
| South Africa in Singles Chart           | 7              |
| German Singles Chart                    | 2              |
| Ö3 Austria Top 40                       | 1              |
| UK Singles Chart                        | 4              |
| Australian Singles Chart                | 6              |